# Onthophagus lojanus
Onthophagus lojanus là một loài bọ cánh cứng trong họ Bọ hung (Scarabaeidae).